# Dániel Antal
Dániel Antal (n. 20 iulie 1901, Satu Mare – d. 22 februarie 1972, Cluj) a fost un scriitor, memorialist și profesor de agronomie, maghiar din România, deputat în Marea Adunare Națională. 